# Rivière Saskatchewan Sud
Pour les articles homonymes, voir Saskatchewan (homonymie).
La rivière Saskatchewan Sud est une des deux branches majeures de la rivière Saskatchewan, au Canada.

## Géographie

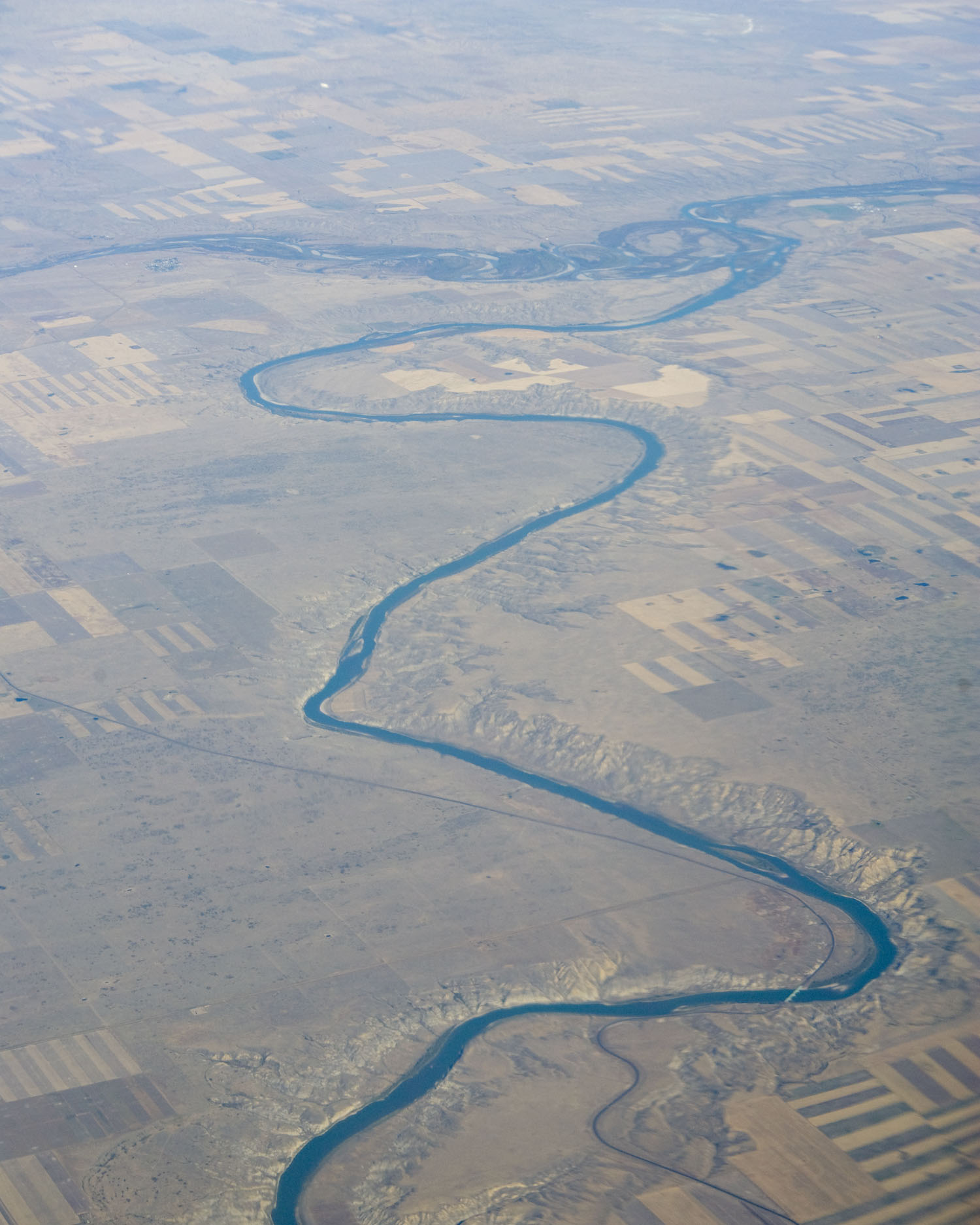
La rivière South Saskatchewan à Empress, AB, où elle conflue avec la rivière Red Deer (en h. à g.)

## Ponts
Plusieurs ponts enjambent la rivière, dont:
- Pont Chief-Mistawasis à Saskatoon
- Pont Broadway à Saskatoon
- Pont Université à Saskatoon